# Маріо Страхоня
Маріо Страхоня (хорв. Marijo Strahonja; нар. 21 серпня 1975, Загреб, Хорватія) — хорватський футбольний рефері. Проживає у Загребі.

## Кар'єра
Судить матчі Першої хорватської футбольної ліги з 2002. Арбітр ФІФА з 2004.
15 липня 2004 дебютував у Кубку УЄФА, судив матч між командами «Левадія» та «Богеміан» 0:0. 21 липня 2010 дебютував у Лізі чемпіонів УЄФА, судив матч між командами «Спарта» (Прага) та «Металургс» (Лієпая) 2:0. Останнім матчем, яку відсудив Маріо в єврокубках стала гра у Лізі Європи між клубами «Астерас» та празькою «Спартою».
З 9 лютого 2005 року по 2016 рік судив матчі між національними збірними, зокрема кваліфікаційні матчі Євро 2012 та чемпіонатів світу 2010 і 2014 років.

## Матчі національних збірних
| Дата              | Збірні                      | Рахунок | Турнір               | ЖК | YK · YK · RK | RK |
| ----------------- | --------------------------- | ------- | -------------------- | -- | ------------ | -- |
| 9 лютого 2005     | Словенія – Чехія            | 0 – 3   | Товариський матч     | 0  | 0            | 0  |
| 10 вересня 2008   | Фарерські острови – Румунія | 0 – 1   | Кваліфікація ЧС 2010 | 4  | 0            | 1  |
| 25 травня 2010    | Чорногорія – Албанія        | 0 – 1   | Товариський матч     | 6  | 0            | 0  |
| 7 вересня 2010    | Австрія – Казахстан         | 2 – 0   | Кваліфікація ЧЄ 2012 | 5  | 0            | 0  |
| 10 серпня 2011    | Словенія – Бельгія          | 0 – 0   | Товариський матч     | 2  | 0            | 0  |
| 7 жовтня 2011     | Кіпр – Данія                | 1 – 4   | Кваліфікація ЧЄ 2012 | 5  | 0            | 0  |
| 12 жовтня 2012    | Вірменія – Італія           | 1 – 3   | Кваліфікація ЧС 2014 | 7  | 0            | 0  |
| 14 листопада 2012 | Угорщина – Норвегія         | 0 – 2   | Товариський матч     | 3  | 0            | 0  |
| 6 лютого 2013     | Португалія – Еквадор        | 2 – 3   | Товариський матч     | 7  | 0            | 0  |
| 26 березня 2013   | Ірландія – Австрія          | 2 – 2   | Кваліфікація ЧС 2014 | 5  | 0            | 0  |
| 15 жовтня 2013    | Румунія – Естонія           | 2 – 0   | Кваліфікація ЧС 2014 | 5  | 0            | 0  |
| 12 жовтня 2014    | Естонія – Англія            | 0 – 1   | Кваліфікація ЧЄ 2016 | 4  | 1            | 0  |
| 5 червня 2015     | Франція – Бельгія           | 3 – 4   | Товариський матч     | 1  | 0            | 0  |
| 4 вересня 2015    | Гібралтар – Ірландія        | 0 – 4   | Кваліфікація ЧЄ 2016 | 3  | 0            | 0  |